# Квачантирадзе, Звиад
Звиад Квачантирадзе (груз. ზვიად კვაჭანტირაძე, род. 7 мая 1965, Озургети, Грузинская ССР) — грузинский историк, государственный и политический деятель. Депутат парламента Грузии V и VI созывов (с 2012 по 2020 годы).

## Биография
Родился 7 мая 1965 года в Озургети, Грузинской ССР.
Завершил обучение в средней школе №2 родного города. В 1990 годы году успешно завершил обучение на историко-юридическом факультете Ярославского государственного университета, присвоена квалификация историк и юрист.
В 1993 году стал соучредителем первой грузинской PR-компании "Тбилисский PR-центр". В 1994 году получил стипендию Карла Дуйсберга, а с 1994 по 1995 годы проходил обучение в колледже Карла Дуйсберга (Кельн, Германия) по направлению - социальная рыночная экономика и связи с общественностью.
В марте 1996 года возвратился в Грузию и стал осуществлять трудовую деятельность в канцелярии президента Грузии. Являлся председателем Департамента европейской интеграции и международных отношений Министерства транспорта и коммуникаций Грузии. С 2000 по 2004 годы являлся генеральным секретарём Межправительственной комиссии ТРАСЕКА. С 2004 по 2009 годы — генеральный консул Грузии в Стамбуле.
С 2012 года член партии "Грузинская мечта - Демократическая Грузия". С 2012 по 2016 годы был депутатом парламента Грузии 5-го созыва по мажоритарному округу Озургети от избирательного блока "Бидзина Иванишвили - Грузинская мечта". С 2016 по 2020 годы — депутат парламента Грузии 6-го созыва по партийному списку от избирательного блока "Грузинская мечта - Демократическая Грузия".
В феврале 2019 года покинул партию "Грузинскую мечту". После выхода из партийной организации 19 марта парламент Грузии освободил Звиада Квачантирадзе от обязанностей председателя комитета по вопросам диаспоры и Кавказа.
27 мая 2019 года Звиад Квачантирадзе объявил о создании новой партии — "За справедливость". Был избран членом политического совета и политическим секретарем.
Женат, у него двое сыновей. Владеет английским, немецким, турецким и русским языками.